# 포항 발산리 모감주나무와 병아리꽃나무 군락
포항 발산리 모감주나무와 병아리꽃나무군락은 대한민국 경상북도 포항시 남구 동해면 발산리에 있는 모감주나무와 병아리꽃나무의 군락이다. 대한민국의 천연기념물 제371호로 지정되어 있다.